# Лединец Горњи
Лединец Горњи је насељено место у општини Беретинец, Вараждинска жупанија, Хрватска.

## Историја
До територијалне реорганизације налазио се у саставу старе општине Вараждин. Као самостално насељено место, Лединец Горњи постоји од пописа становништва 2011. Настало је издвајањем дела насеља Лединец.

## Становништво
У попису становништва из 2011. године, Лединец Горњи је имао 196 становника.